# Pfarrhaus Reinhartshausen (Bobingen)

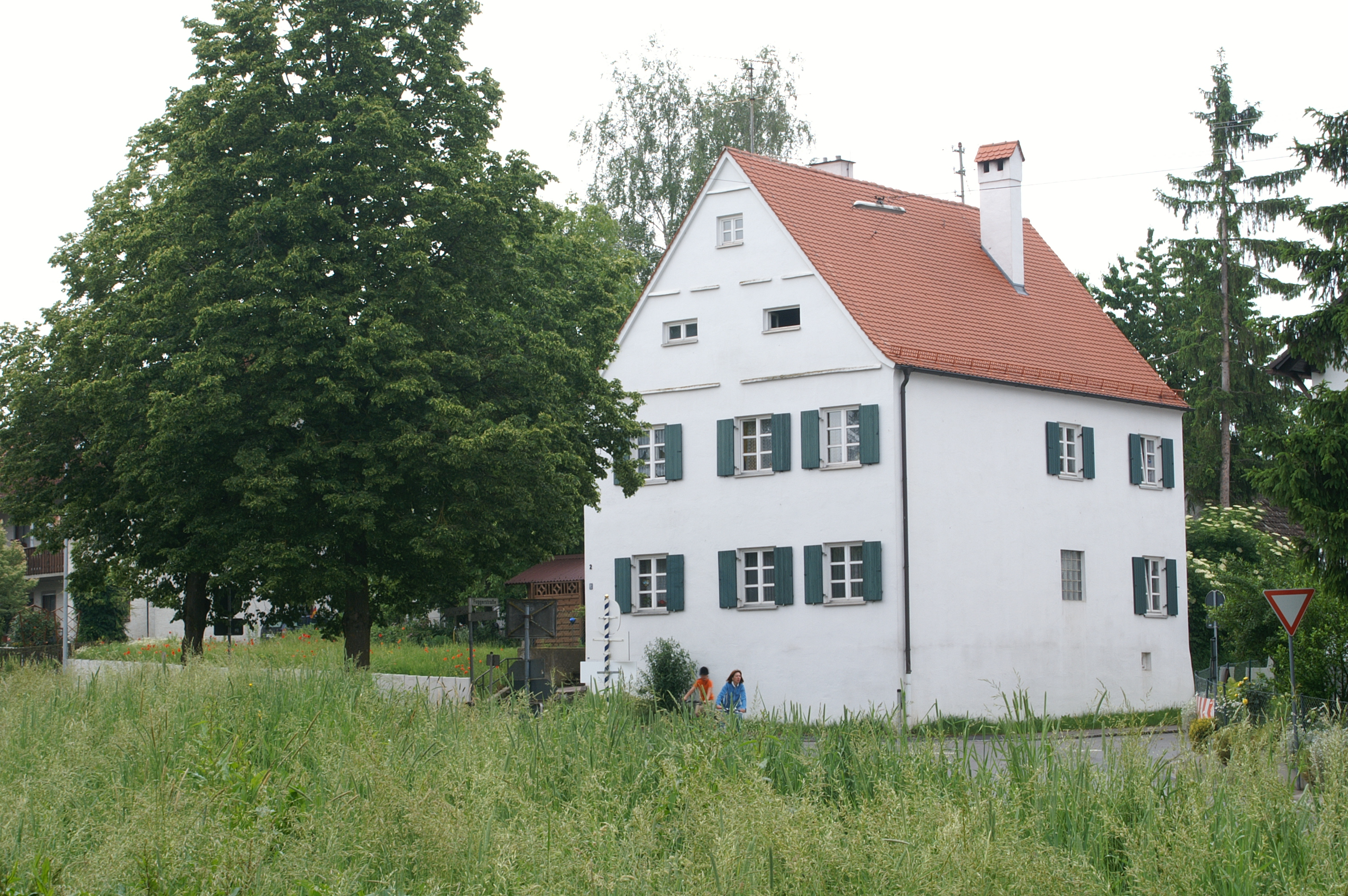
Ehemaliges Pfarrhaus in Reinhartshausen

Das Pfarrhaus in Reinhartshausen, einem Stadtteil von Bobingen im Landkreis Augsburg im bayerischen Regierungsbezirk Schwaben, wurde von 1772 bis 1774 errichtet. Das ehemalige Pfarrhaus an der Waldberger Straße 2, gegenüber der katholischen Pfarrkirche St. Laurentius, ist ein geschütztes Baudenkmal.
Der zweigeschossige Satteldachbau wurde im Stil des Barocks errichtet. Die sechsfach geteilten Fenster besitzen grüne Holzläden.